# The Whole Experience
The Whole Experience (WXP) és una empresa desenvolupadora de videojocs situada a Seattle, Washington. Els principals treballadors a WXP són Patrick Moynihan, Jeff Connelly, Sky Kensok i Lyndon Sumner.

## Títols
Els videojocs fets per WXP són:
- The Lord of the Rings: The Fellowship of the Ring (videojoc) per Xbox (2002, Vivendi Universal)
- Greg Hastings Tournament Paintball per Xbox (2004, Activision)
- Greg Hastings Tournament Paintball MAX'D per Xbox, Game Boy Advance i Nintendo DS (2005, Activision)

També han treballat per Disney (Cyberspace Mountain), Microsoft, NVIDIA, Zombie Studios (Spearhead) i Sierra Online.
El seu actual projecte és la tercera part de la saga Greg Hastings.